# Wilhelm Baumann
Wilhelm Baumann (Berlín, 12 de agosto de 1912-14 de marzo de 1990) fue un jugador de balonmano alemán. Fue un componente de la Selección de balonmano de Alemania.
Con la selección logró la medalla de oro en los Juegos Olímpicos de Berlín 1936, los primeros en los que el balonmano fue deporte olímpico.